# Рура, Михаил Степанович
Михаил Степанович Рура (укр. Михайло Степанович Рура; 1 марта 1959) — советский и украинский футболист, защитник. Позже — тренер.

## Биография
Воспитанник ждановской команды «Карамелька», где его тренером был Валерий Сидоров.
В возрасте восемнадцати лет стал игроком местного «Новатора» по приглашению главного тренера Александра Малакуцкого. Команда выступала во Второй лиге СССР. С 1979 года по 1980 год являлся игроком узбекского «Зарафшана», после чего вернулся в «Новатор». В сезоне 1985 стал лучшим бомбардиром команды во Второй лиге с 10 забитыми мячами. В 1986 году перешёл в запорожский «Металлург» из Первой лиги СССР. Проведя в команде два года вновь стал игроком «Новатора». Сезон 1989 года команда завершила на последнем месте в своей подгруппе и покинула второй дивизион советского футбола.
В 1990 году играл за «Кремень» из Кременчуга во Второй лиге. Вместе с «Новатором» стал победителем последнего розыгрыша любительского чемпионата Украинской ССР. После чего, команда получила право выступать в Первой лиге Украины, где клуб назывался «Азовец». Рура играл там на протяжении трёх месяцев. Затем являлся игроком «Металлурга» из Адана, шахтёрского «Прометея», мариупольского АФК-УОР и «Нефтяника» из Похвистнево.
По окончании карьеры футболиста перешёл на тренерскую работу, среди его воспитанников Олег Шутов. Затем стал директором мариупольского спортивного интерната №4.

## Статистика
| Сезон   | Клуб                   | Лига            | Чемпионат | Чемпионат | Кубок | Кубок |
| Сезон   | Клуб                   | Лига            | Игры      | Голы      | Игры  | Голы  |
| ------- | ---------------------- | --------------- | --------- | --------- | ----- | ----- |
| 1977    | Новатор                | Вторая лига     | 9         | 0         |       |       |
| 1978    | Новатор                | Вторая лига     | 14        | 0         |       |       |
| 1979    | Зарафшан               | Вторая лига     | 26        | 2         |       |       |
| 1980    | Зарафшан               | Вторая лига     | 35        | 7         |       |       |
| 1982    | Новатор                | Вторая лига     | 18        | 1         |       |       |
| 1983    | Новатор                | Вторая лига     | 48        | 4         |       |       |
| 1984    | Новатор                | Вторая лига     | 34        | 2         |       |       |
| 1985    | Новатор                | Вторая лига     | 38        | 10        |       |       |
| 1986    | Металлург (Запорожье)  | Первая лига     | 46        | 1         | 4     | 0     |
| 1987    | Металлург (Запорожье)  | Первая лига     | 38        | 2         | 1     | 0     |
| 1988    | Новатор                | Вторая лига     | 49        | 6         |       |       |
| 1989    | Новатор                | Вторая лига     | 46        | 6         |       |       |
| 1990    | Кремень                | Вторая лига     | 23        | 1         |       |       |
| 1992    | Азовец                 | Первая лига     | 20        | 1         | 1     | 0     |
| 1992    | Металлург (Алдан)      | Первая лига     | 8         | 3         | 1     | 0     |
| 1992/93 | Прометей (Шахтёрск)    | Переходная лига | 3         | 0         |       |       |
| 1993    | Металлург (Алдан)      | Первая лига     | 29        | 6         |       |       |
| 1997    | Нефтяник (Похвистнево) | Третья лига     | 9         | 7         | 1     | 0     |